# شاري باقرمي (إقليم)
شاري باقرمي (بالفرنسية: Chari-Baguirmi)‏ هو إقليم من ضمن 23 إقليم في تشاد. عاصمته ماسينيا. وهو يتألف من جزء من السابقة محافظة شاري باقرمي (المحافظات الفرعية من ماسينيا وبوسو) وأجزاء من محافظة فرعية من انجامينا.

## التاريخ
كانت الإقليم قلبًا تاريخيًا لسلطنة باجيرمي، التي حكمت معظم الإقليم من عاصمتها في ماسينيا من أواخر القرن الخامس عشر وحتى أواخر القرن التاسع عشر.

## جغرافية
تحد الإقليم من إقليم حجر لميس من الشمال، وإقليم قيرا من الشرق، وإقليم شاري الأوسط من الجنوب الشرقي، وإقليم تانجيلي من الجنوب، وإقليم مايو كيبي الشرقي، ونجامينا، والكاميرون من الغرب. يتدفق نهر شاري عبر غرب وجنوب الإقليم.

### المستوطنات
ماسينيا هي العاصمة الإقليمية. وتشمل المستوطنات الرئيسية الأخرى با إيلي، بوغومورو، بوسو، دوربالي، كوندول، لوميا، لينيا، ماي عيش، مانديلا وموغو.

## التركيبة السكانية
وفقًا لتعداد عام 2009، بلغ عدد سكان الإقليم 621.785 نسمة، منهم 50.30٪ من الإناث. متوسط حجم الأسرة في عام 2009 هو 5.40 ؛ كان 5.40 في الأسر الريفية، في حين كان 5.40 في المناطق الحضرية. كان عدد الأسر 115118: كان 102322 في المناطق الريفية و 12796 في المناطق الحضرية. كان عدد البدو الرحل في الإقليم 31205، أي 8 ٪ من السكان. كان هناك 620126 شخص يقيمون في أسر خاصة. كان هناك 267266 فوق 18 سنة من العمر: 129272 من الذكور و 137984 من الإناث. كانت نسبة الجنس 99.00 إناث لكل مائة ذكر. كان هناك 590,580 موظفًا مقيمًا، يمثلون 5.50 من السكان.
المجموعات العرقية اللغوية الرئيسية هي العرب التشاديين (بصفة عامة التشادية العربية )، الباقرمي، الفولاني، الغادانغ، الكانوري، الكوانغ، لاغوان، ماجيرا، مبارا، مسار، ندم وساريوا.

## الإدارة
وتنقسم الإقليم شاري باغيرمي إلى ثلاثة محافظات : باقرمي (العاصمة ماسينيا )، شاري (العاصمة مانديليا ) و لوق شاري (العاصمة بوسو). كجزء من اللامركزية في فبراير 2003، تم تقسيم البلاد إدارياً إلى مناطق وإدارات وبلديات ومجتمعات ريفية. تم إعادة تعيين المحافظات التي كانت في الأصل 14 في 17 إقليم. يدار المناطق من قبل المحافظين المعينين من قبل الرئيس. المحافظون، الذين كانوا يتحملون أصلاً مسؤولية المحافظين الأربعة عشر، ما زالوا يحتفظون بالألقاب وكانوا مسؤولين عن إدارة الإدارات الأصغر في كل إقليم. يتم انتخاب أعضاء المجالس المحلية كل ست سنوات، بينما يتم انتخاب الأجهزة التنفيذية كل ثلاث سنوات. اعتبارًا من عام 2016، هناك 23 إقليم في تشاد، مقسمة على أساس السكان والراحة الإدارية.